# Hollywood (grafikai processzor)

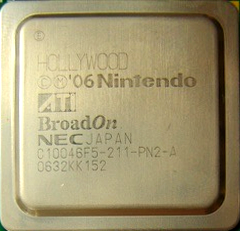
ATI "Hollywood" GPU a Wii konzolban

A Wii videojátékkonzolban használt grafikus feldolgozóegység (GPU) a Hollywood nevet kapta. Az ATI tervezte és ugyanazzal a 90 nm-es CMOS folyamattal készült, mint a „Broadway” processzor. A Nintendo, ATI és IBM igen kevés adatot közölt hivatalosan erről a csipről. A Hollywood GPU a jelentések szerint a Nintendo GameCube „Flipper” GPU-ján alapul, annál 50%-kal magasabb órajelen, 243 MHz-en működik, bár ezek közül egyetlen órajelfrekvenciát sem ismert el a Nintendo, IBM vagy az ATI.
A Hollywood két lapkát tartalmaz egy multi-chip module (MCM, többcsipes modul) tokozásban. Ezek közül az egyik a Napa kódnevű csip, amely a be-/kimeneti funkciókat, a memóriahozzáférést és magát a GPU-t is vezérli, beágyazott DRAM memóriát tartalmaz, és mérete 8 × 9 mm. A másik, Vegas kódnevű csip az audio DSP-t tartalmazza és 24 MiB belső 1T-SRAM memóriát, mérete 13.5 × 7 mm.
A Hollywood egy ARM926 magot is tartalmaz, amelyet nem hivatalosan Starlet néven emlegetnek. Ez a beágyazott mikroprocesszor végzi a legtöbb be-/kimeneti funkciót, így pl. vezérli a rádió-funkciókat (a vezeték nélküli kommunikációt), az USB-t, az optikai meghajtót, és egyéb kisegítő feladatokat is végez. Ez végzi a rendszer biztonsági funkcióit is, tehát a titkosítási és azonosítási feladatokat. A Hollywood hardveres AES és SHA-1 implementációt tartalmaz, a kriptográfiai feladatok gyorsítása érdekében. A fő processzorral való kommunikáció egy IPC mechanizmus segítségével történik. A Starlet felelős a WiiConnect24 funkciókért is a Wii konzol készenléti (standby) üzemmódjában.

## Fordítás
Ez a szócikk részben vagy egészben  a   Hollywood (graphics chip) című angol Wikipédia-szócikk ezen változatának fordításán alapul.  Az eredeti cikk szerkesztőit annak laptörténete sorolja fel. Ez a jelzés csupán a megfogalmazás eredetét és a szerzői jogokat jelzi, nem szolgál a cikkben szereplő információk forrásmegjelöléseként.